# Harold Cressy
Harold Cressy, južnoafriški učitelj in aktivist, * 1. februar 1889, † 23. avgust 1916.
Bil je prvi temnopolti Južnoafričan, ki je v domovini tudi diplomiral. Prizadeval si je izboljšati izobrazbeno stanje južnoafriškega črnskega prebivalstva in bil soustanovitelj učiteljskega društva, ki je nasprotovalo apartheidskemu zakonu Bantu Education Act.

## Življenjee
Cressy se je rodil 1. februarja 1889 v misijonu v Rorke's Drift Bernardu in Mary Cressy. Kot otrok je obiskoval krajevno šolo v misijonu, z osmimi leti pa se je preselil v Cape Town, kjer je nadaljeval osnovno in nadaljnje šolanje za učitelja na Zonnebloem Collegeu. Šolanje je zaključil leta 1905. 
S pridobljeno izobrazbo je lahko poučeval v misijonski šoli Nizozemske reformirane cerkve v Clanwilliamu (Western Cape). Ob tem pa se je nadalje učil in opravil univerzitetni sprejemni izpit, s čimer si je teoretično pridobil možnost vpisa na univerzo.
Cressy je bil odločen, da bo študiral. Kljub že zbranemu denarju za študij pa je bil zaradi rasnih predsodkov dvakrat zavrnjen. Univerza v Cape Townu ga je vpisala šele po posredovanju vplivnega capetownskega odbornika Abdullaha Abdurahmana. Na omenjeni univerzi je Cressy 1911 diplomiral in postal prvi temnopolti Južnoafričan s tem nazivom. Leta 1912 se je poročil s Caroline Hartog.
Istega leta je bil imenovan za ravnatelja Trafalgar Second Class Public School v capetownskem okrožju VI. Že naslednje leto, 1913, je imel čast oznaniti, da je svoje izobraževanje (»School Higher«) zaključila tudi prva temnopolta srednješolka. To je bila Rosie Waradea Abdurahman, hči Abdullaha Abdurahmana. To je bil imeniten in načeloma dobro sprejet dosežek, ki je šoli in Cressyju zvišal ugled, ni pa prepričal capetownskega šolskega odbora, da šoli nameni več sredstev in tako izboljša slabe delovne razmere.
Na Abdurahmanovo prigovarjanje je Cressy s H. Gordanom ustanovil Južnoafriško učiteljsko društvo. Leta 1913 je postal njegov predsednik, hkrati pa je urejal vplivno društveno glasilo, Educational Journal. Njegovo delo je prekinila zgodnja smrt leta 1916 - v Kimberleyju je umrl zaradi pljučnice. Komaj dve leti kasneje je v pandemiji gripe umrla tudi žena Caroline, za seboj pa pustila njuno osirotelo hčer Millicent.

## Zapuščina
Ko so leta 1953 preimenovali Cape Town Secondary School, so se odločili, da jo Cressyju na čast imenujejo Harold Cressy High School. Južnoafriško učiteljsko društvo se je namreč razvilo v skupino s precejšnjim, tudi političnim vplivom. V petdesetih letih so bili temnopolti učitelji temelj upora zoper rasistično izobraževalno politiko. Benjamin Kies, učitelj s Trafalgar High School, je na primer dobil dosmrtno prepoved poučevanja zaradi vpletenosti v TLSA.